# Урбан V
Урба́н V (лат. Urbanus PP. V, в миру — Гийом де Гримоар, фр. Guillaume Grimoard; 1309/1310 — 19 декабря 1370) — папа римский с 28 сентября 1362 года по 19 декабря 1370 года. Шестой папа периода Авиньонского пленения. Святой католической церкви. День памяти в католической церкви - 19 декабря.

## Ранние годы
Гийом родился в 1309 или 1310 году в городе Манд (Лангедок) и был сыном Гийома де Гримоара, синьора Бельгара, и Амфелизы де Монферран.  В юности вступил в орден бенедиктинцев. После принятия монашеских обетов он был рукоположён в сан священника в монастыре в Шираке.
Показав большие способности к наукам, он был направлен в университеты Европы и получил докторскую степень в области канонического права. Гийом стал известен как ведущий канонист своего времени, был профессором в Авиньоне, Монпелье и Париже. В феврале 1352 года был избран настоятелем и стал аббатом бенедиктинского аббатства Сен-Жермен в Осере, позже, в августе 1361 года был избран аббатом бенедиктинского аббатства святого Виктора в Марселе (уже будучи папой римским, был аббатом бенедиктинского аббатства Монтекассино).
Хронист Жан Фруассар пишет, что он «был святым и учёным мужем, доброго нрава, и который много трудился ради церкви в Ломбардии и в других местах».

## Избрание и папство
В сентябре 1362 года Гийом находился в Неаполе в качестве папского посланника, когда папа Иннокентий VI умер. Первоначальный кандидат, брат Климента VI, отказался от тиары, и 28 числа того же месяца кардиналы неожиданно избрали папой Гийома. Он не был изначально проинформирован о результатах, и ему было предложено немедленно вернуться в Авиньон, чтобы «посоветоваться» с конклавом. Кардиналы боялись реакции римлян на выбор очередного папы-иностранца, и держали в секрете своё решение до приезда Гийома пять недель спустя. Римляне требовали избрать папой римлянина и могли расправиться с Гийомом, узнав о его избрании. По прибытии Гийом узнал о своем избрании и принял имя Урбана V.
Гийом был компромиссным кандидатом, который был избран в связи с тем, что ни один из авторитетных кардиналов не пожелал принять престол. Он даже не был епископом к моменту избрания, и его пришлось сначала возвести в епископы. Это было сделано 6 ноября 1362 года кардиналом Андуином Обером, племянником его предшественника.

### Реформатор и покровитель образования

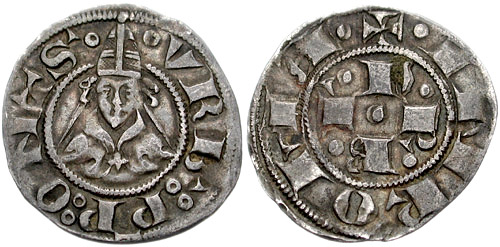
Монета Урбана V

Как папа, Урбан продолжал следить за дисциплиной священников и покровительствовать монахам. При этом он продолжал симонию, начатую его предшественниками, заплатив кардиналам, которые проголосовали за него, 40000 флоринов.
Папа Урбан провел значительные реформы в области отправления правосудия и покровительствовал образованию. Он основал университет в Венгрии. В Тулузе он открыл Университет музыки, в Монпелье восстановил школу медицины и основал Колледж Святого Бенедикта, церковь которого, украшенная многочисленными произведениями искусства, позже стала кафедральным собором города. Урбан дал предварительное согласие на создание университета в Кракове. На свои средства он содержал 1400 студентов, обучавшихся во французских университетах. Вокруг Рима он также посадил виноградники.

### В Рим и обратно
Урбан V предпринял первые конкретные шаги в целях возвращения в Рим. Склонили его к этому не только настояния Бригитты Шведской и Петрарки, но и ситуация, в которой находилась папская курия в Авиньоне. Спокойному существованию папства угрожали хаос и многочисленные банды разбойников, безнаказанно разгуливавшие по Европе в период англо-французских войн.
В 1367 году Урбан V пустился в путь через Марсель и Витербо и достиг Рима, где поселился в Ватикане, поскольку Латеранский дворец, горевший в 1361 году, не годился для папской резиденции. На итальянской земле его приветствовали старый и больной кардинал Альборнос (умер в том же  1367 году), а также итальянские писатели и поэты  Петрарка и Боккаччо.
В 1368 году папа увенчал императорской короной супругу Карла IV, а в 1369 году принял византийского императора Иоанна V Палеолога, который прибыл в Рим с просьбой о помощи в борьбе с Оттоманской империей. Иоанн даже принял римско-католическую веру, но акт этот не был признан православной церковью. Поездка Палеолога не принесла Византии ни политических, ни религиозных выгод. После трёх лет пребывания в Риме Урбан V признал, что настроение местного населения, негативно относившегося к «французскому» папе, вынуждает его к возвращению в Авиньон.
5 сентября 1370 года папа направился морским путём во Францию, а 19 октября того же года он умер в Авиньоне. Чувствуя приближение смерти, папа попросил переместить его из Папского дворца в дом его брата, кардинала Анджело, чтобы умереть рядом с теми, кого он любил.
В 1870 году был признан блаженным.